# Hendrik Fayat
Hendrik Fayat (Sint-Jans-Molenbeek, 28 juni 1908 - Jette, 21 september 1997) was een Belgisch politicus en minister voor de Belgische Socialistische Partij (BSP).

## Levensloop
Fayat groeide op in een gezin met socialistische sympathieën. Via zijn vader kwam hij in contact met de toen nog bloeiende volkshuizencultuur en met de Vlaamse werkende bevolking in Brussel.
Fayat studeerde rechten aan de ULB. Tijdens zijn studies sloot hij zich als Vlaamsgezinde student aan bij het studentengenootschap Geen Taal, Geen Vrijheid. In 1931 richtte samen met enkele medestudenten het Vlaamsch Verbond van Socialistische Studenten op. Na zijn studies werkte hij enkele jaren als wetenschappelijk navorser, om zich vervolgens in 1935 als advocaat in te schrijven aan de balie van Brussel. Ook verkreeg hij een plaats in het bestuur van het Vlaams Pleitgenootschap bij de Brusselse balie.
In de jaren '30 sloot hij zich aan bij de BWP en zette er zich voornamelijk in voor de Vlaamse eisen. In 1937 was hij lid van het eerste Vlaamsch Socialistisch Congres en diende er een verslag in over het taalvraagstuk in Brussel. In 1938 en 1939 was hij ook betrokken bij de organisatie van de socialistische Guldensporenvieringen in Kortrijk. Vanaf 1938 schreef hij in het blad Vooruit ook regelmatig over de Vlaamse eisen.
Toen in 1940 de Tweede Wereldoorlog uitbrak, volgde hij de Belgische regering naar Frankrijk. In augustus 1940 werd hij benoemd tot juridisch adviseur van het Commissariaat-Generaal voor Repatriëring, belast met de bijstand aan Belgen die zich in onbezet Frankrijk bevonden. In mei 1942 reisde hij door naar het Verenigd Koninkrijk, waar hij als vrijwilliger dienst ging nemen bij het Belgische leger. In het najaar van 1942 werd hij in Londen aangesteld als juridisch adviseur van het departement Buitenlandse Zaken, waarna hij in juli 1943 kabinetschef werd van minister van Binnenlandse Zaken August de Schryver.
Na de Bevrijding en zijn terugkeer in België werd hij bij de verkiezingen van februari 1946 verkozen tot lid van de Kamer van volksvertegenwoordigers voor het arrondissement Brussel, waar hij een grote belangstelling vertoonde voor buitenlandse en internationale politiek. Hij bleef in de Kamer zetelen tot in 1971. Als parlementslid zette hij zich ook in voor de Vlaamse problemen. Hij was na de oorlog eveneens medeoprichter van het August Vermeylenfonds en was van 1954 tot 1979 de voorzitter van de Brusselse afdeling van het fonds. Bovendien werd hij in 1946 lid van de Vaste Commissie voor Taaltoezicht en tussen 1952 en 1958 organiseerde hij samen met de Nederlandse hoogleraar Pieter Geijl vijf Vlaams-Nederlandse socialistische congressen. Ondertussen werd hij ook actief als academicus. In 1948 werd hij benoemd tot docent koloniaal recht aan de ULB en in 1961 promoveerde hij er tot hoogleraar.
In mei 1957 werd hij minister van Buitenlandse Handel in de Regering-Van Acker IV en bleef dit tot in juni 1958. In deze functie viel hij vooral op doordat hij tijdens internationale bijeenkomsten niet alleen Frans, maar ook Engels sprak, wat voor sommige Franstalige kringen een schandaal was. Van april 1961 tot juli 1965 was hij vervolgens adjunct-minister voor Buitenlandse Zaken in de Regering-Lefèvre. In deze functie zorgde hij ervoor dat er in de Belgische diplomatie, die tot dan toe een Franstalig bastion was, een taalevenwicht kwam, waarbij diplomaten verplichte taalexamens moesten afleggen en een speciale lichting Nederlandstalige diplomaten (de Fayat-boys bijgenaamd) aangeworven werd. Daarna was hij van juli 1965 tot maart 1966 minister-staatssecretaris voor Buitenlandse Handel in de Regering-Harmel.
Bij de verkiezingen 1968 kreeg hij net als Frans Gelders een onverkiesbare plaats op de tweetalige socialistische kamerlijst van het arrondissement Brussel, omdat hij door zijn Vlaamsgezindheid niet erg geliefd was bij de Brusselse socialisten. De Vlamingen reageerden met de oprichting van een eigen partijfederatie, de Rode Leeuwen. De lijst behaalde met 46.000 stemmen een vrij groot succes en Fayat en Gelders werden herkozen als volksvertegenwoordigers en Piet Vermeylen in de Senaat. In 1969 werden de Rode Leeuwen erkend als de Vlaamse BSP-federatie Brussel-Halle-Vilvoorde. Na de verkiezingen was hij van juni 1968 tot januari 1972 minister van Buitenlandse Handel in de Regering-G. Eyskens IV.
Bij de verkiezingen van 1971 kenden de Rode Leeuwen minder succes en raakte Fayat niet meer herkozen als volksvertegenwoordiger. Toch bleef zijn ministeriële loopbaan nog een paar jaar doorgaan: van januari 1972 tot januari 1973 was hij staatssecretaris voor Buitenlandse Handel in de Regering-G. Eyskens V en van januari tot oktober 1973 staatssecretaris voor Havenbeleid in de Regering-Leburton. Nadat Fayat in oktober 1973 de actieve politiek verliet, werd hij van 1978 tot 1986 voorzitter van het Algemeen-Nederlands Verbond.
Daarnaast was hij lid van meerdere Europese instellingen: van 1949 tot 1950 was hij lid van de Parlementaire Vergadering van de Raad van Europa en van 1954 tot 1957 was hij lid van de Gemeenschappelijke Vergadering van de Europese Gemeenschap voor Kolen en Staal